# Philippe Hertig
Philippe Hertig (Lausanne, 1965. július 2. –) válogatott svájci labdarúgócsatár.

## Pályafutása

### Klubcsapatokban
1983 és 1988 között a Lausanne Sports, 1988–89-ben az ES Malley, 1989–90-ben a Servette, 1990 és 1993 között az FC Lugano, 1993 és 1995 között az FC Basel, 1995 és 2000 között az Étoile Carouge labdarúgója volt.

### A válogatottban
1990-ben három alkalommal szerepelt a svájci válogatottban.